# Chris De Wispelaere
Chris De Wispelaere (Lovendegem, 15 juli 1947) is een Belgische politicus voor CD&V en burgemeester van Lovendegem.

## Biografie
Aan de UGent werd hij doctor in de wetenschappen en werd nadien ambtenaar bij de Navo, waar hij tegen 2012 met pensioen moest gaan.
Hij werd gemeenteraadslid in 1971 en vervolgens schepen in 1989. Sinds 1 januari 1995 is hij burgemeester in Lovendegem. Hij werd herverkozen in 2000 en 2006. In oktober 2011 gaf hij te kennen er nog een ambtstermijn te willen bijdoen. Tot oktober 2018 was Chris De Wispelaere burgemeester van Lovendegem. Vanaf oktober 2018 ging de gemeente Lovendegem op in Lievegem en werd hij opgevolgd door Tony Vermeire.